# Neommatissus congruus
Neommatissus congruus är en insektsart som först beskrevs av Walker 1870.  Neommatissus congruus ingår i släktet Neommatissus och familjen Tropiduchidae. Inga underarter finns listade i Catalogue of Life.